# Iglesia de la Asunción y San Blas (Puertomingalvo)
La Iglesia de la Asunción y San Blas es una iglesia de Puertomingalvo.

## Historia
Fue construida en el siglo siglo XVIII.

## Descripción
De estilo barroco, tiene planta basilical, con tres naves de igual altura, con cuatro tramos, crucero y cabecera poligonal, coro alto. Cabe destacar la decoración pictórica que reciben los muros del interior del templo. Lo más alto de la torre se convierte en otro de los miradores con vistas de la Sierra de Gúdar.